# New Kids on the Block
New Kids on the Block (cũng được viết tắt thành NKOTB) là một nhóm nhạc nam người Mỹ đến từ Dorchester, Massachusetts, Hoa Kỳ. Ban nhạc bao gồm anh em Jordan và Jonathan Knight, Joey McIntyre, Donnie Wahlberg và Danny Wood. New Kids on the Block đã thành công vào cuối những năm 1980 và đầu những năm 1990 và đã bán được hơn 80 triệu đĩa trên toàn thế giới. Họ đã giành được hai giải thưởng âm nhạc Mỹ năm 1990 cho Ban nhạc Pop / Rock yêu thích, Bộ đôi hoặc Nhóm và Album Pop / Rock được yêu thích. Nhóm tan rã vào năm 1994, và tái hợp vào năm 2007.
Sau khi bí mật tái hợp vào năm 2007 và thu âm một bản thu âm mới, nhóm đã phát hành album mới đó và bắt đầu chuyến lưu diễn vào năm 2008. Album mang tên The Block, được phát hành vào ngày 2 tháng 9 năm 2008. New Kids on the Block được liệt kê là số 16 trong Top 25 Teen Idol Breakout Moments của Rolling Stone. Nhóm đã có chuyến lưu diễn với Backstreet Boys vào năm 2011-12 với tên là NKOTBSB. Hai ban nhạc này lần đầu tiên được biểu diễn trực tiếp cùng nhau vào ngày 21 tháng 11 năm 2010 tại Giải thưởng Âm nhạc Mỹ trên ABC  và một lần nữa vào năm mới 2011 trên chương trình Dick Clark / Ryan Seacrest của ABC. Nhóm đã nhận được một ngôi sao trên Đại lộ Danh vọng Hollywood vào ngày 9 tháng 10 năm 2014.
Họ vẫn đang lưu diễn vào năm 2019 với MixTape Tour.